# Panay-Waran
Der Panay-Waran (Varanus mabitang), nach der lokalen Bezeichnung auch als Mabitang bekannt, ist eine große Echse aus der Gattung der Warane (Varanus). Die Art ist endemisch auf der zu den Philippinen gehörenden Insel Panay und wurde erst im Jahre 2001 wissenschaftlich beschrieben; entsprechend spärlich ist die Art momentan erforscht. Dieser schwarze Waran ernährt sich anders als die meisten anderen Vertreter der Gattung von Früchten. Die Art gilt als stark gefährdet, die Rote Liste der IUCN stuft den Panay-Waran als endangered (bedroht) ein. Bestandsschätzungen liegen nicht vor.

## Merkmale
Der weibliche Holotypus hatte mit 52,7 Zentimetern Kopf-Rumpflänge und 74,1 Zentimetern Schwanzlänge eine Gesamtlänge von 126,8 Zentimetern, wobei jedoch die Spitze des Schwanzes und somit ein paar Zentimeter fehlten. Er wog 1850 Gramm. Bei Messungen von 25 Exemplaren betrug die Kopf-Rumpf-Länge im Durchschnitt 54,2 Zentimeter, die Schwanzlänge 82 Zentimeter, was in einer durchschnittlichen Gesamtlänge von 136 Zentimetern resultiert. Das größte gemessene Exemplar war insgesamt 175 Zentimeter lang. Das Gewicht der Exemplare schwankte zwischen einem und acht Kilogramm, im Schnitt 3,6 Kilogramm. Nach Aussagen von Einheimischen kann der Panay-Waran sehr groß werden, und auch Längen von mehr als zwei Metern wurden erwähnt.
Der extrem dunkle Waran hat eine schwarze Rückenseite und eine dunkelgraue bis schwarze Färbung an der Kehle, am Nacken, am Schwanz und an den Extremitäten. Teile von Nacken, Rücken und Extremitäten zeigen winzige, gelbe Schuppen. Die Schnauze ist leicht gewölbt, der restliche Kopf ist sehr lang gestreckt. Die Bauchschuppen des Panay-Waranes sind stark gekielt. Charakteristische Kennzeichen der Art sind auch Wulste in der Schläfenregion und lange, stark gebogene Krallen zum Klettern. Die Augen sind rotbraun, die Zunge ist rosa. Während die Schuppen des Kopfes vergrößert sind, sind die restlichen Schuppen des Panay-Waran sehr klein, so umfasst der Abstand von der Kehlfalte zum Ansatz der Hinterbeine 124 Schuppen. Die oberen Schuppen des im Querschnitt dreieckigen Schwanzes weisen klar abgegrenzte, doppelte und längsverlaufende Kiele auf. Jungtiere zeigen die gleiche dunkle Färbung wie ältere Exemplare.

## Vorkommen

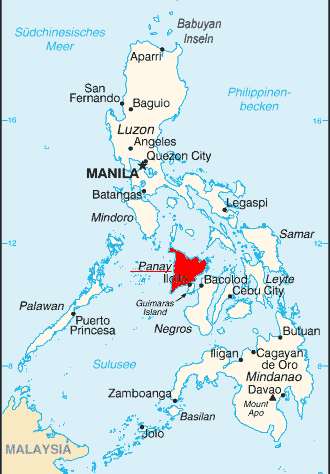
Die Insel Panay in den Philippinen

Bislang ist der Panay-Waran nur von der nordwestlichen Panay-Halbinsel und den westlichen Teil der Central-Panay-Bergen bekannt. Er lebt hauptsächlich in primären oder (wenn auch selten) sekundären Regenwäldern im Flach- und Hügelland in Höhen von bis zu 1000 Metern über NN. Am häufigsten scheint die Art in Höhen zwischen 200 und 500 Metern über NN zu sein.
Nach Befragungen von Einheimischen könnte ein „großer, schwarzer Waran“ auch auf Mindoro existieren, also vielleicht ebenfalls der Panay-Waran. Als Orte kommen der Siburan-Wald auf Westmindoro und ein kleiner Wald auf Ostmindoro in Frage. Im Gegensatz zu Panay, wo er den Namen „Mabitang“ trägt, gibt es dort keinen lokalen Namen. Allerdings könnte es sich hierbei um einen Irrtum handeln, denn in diesem Gebiet lebt mit Varanus salvator nuchalis eine Unterart des Bindenwaranes und eventuell eine schwarze Morphe von ihm. Das Vorkommen kann erst als gesichert gelten, wenn dort ein Exemplar gefangen wird.

## Lebensweise
Der Panay-Waran ist streng arboreal (baumbewohnend), nur gelegentlich kommt er auf den Boden, meist um herabgefallen Früchte zu essen, oder um sich zu sonnen. Er kann sehr gut klettern und erklimmt auch Flügelfruchtgewächse mit hohen Stämmen und harter Borke. Kurze Distanzen werden durch Sprünge von Baum zu Baum überwunden. Er nutzt Baumlöcher als Versteck und schläft auch auf Ästen. Nach Berichten von Jägern ist er bei sonnigem Wetter aktiver, über wechselnde saisonale und tageszeitliche Aktivität ist nichts bekannt. Untersuchungen zeigten, dass einzelne Individuen nicht gleichzeitig dieselben Bäume benutzen, jedoch diese oft wechseln: Ein einzelner Waran nutzte innerhalb von zwei Jahren 70 verschiedene Bäume.
Der frugivore (früchtefressende) Panay-Waran nimmt wahrscheinlich den Geruch reifer Früchte mit seinem Jacobsonschen Organ auf und lebt auch auf diesen Fruchtbäumen. Der Waran frisst die Früchte mindestens 20 verschiedener Bäume, bevorzugt von Schraubenbäumen, Palmen der Familie Arecaceae und Feigenbäumen der Familie Moraceae. Wie der Grays Waran (V.  olivaceus) hat auch der Panay-Waran einen gut ausgebildeten Blinddarm als Anpassung an die vegetarische Ernährung, die Zähne sind stumpf. Er ist somit hoch spezialisiert. Gelegentlich frisst er auch diverse Gliederfüßer.
Über die Fortpflanzung des Panay-Waranes ist wenig bekannt; einheimische Jäger zählten sechs bis zwölf Eier pro Weibchen. Der im Mai und somit in der Regensaison gefangene, weibliche Holotypus enthielt Ovarialfollikel von fünf bis sieben Millimeter Größe. Offenbar werden die Baumhöhlen nicht nur als Ruheort genutzt: In einer Baumhöhle wurden die Schalenreste des geschlüpften Geleges eines Großreptils entdeckt. Die Wahrscheinlichkeit, dass dieses Gelege von einem Panay-Waran stammte, ist sehr hoch.
Wenn ein Panay-Waran auf dem Boden aufgeschreckt wird, klettert er auf den nächsten Baum. Wird er auf den Baum verfolgt, versucht er nicht wie der Bindenwaran, vom Baum zu springen, sondern klettert so hoch wie möglich. Wenn er dort in die Enge getrieben wird, droht er warantypisch mit aufgeblähter Kehle, peitschenden Schwanzbewegungen und Fauchen, doch greift er selten an. Wenn die Tiere mit den Händen fixiert wurden, versuchten sie nicht, sich zu verteidigen und zeigten keine warantypische Drohgebärde. Von Menschen gegriffene Echsen ließen Kopf, Schwanz und Extremitäten herabhängen, womit auch die Aussagen eines Jägers bestätigt wurden, dass sie sich zur Verteidigung oft totstellen.
Bisher wurden am Panay-Waran als Ektoparasiten die Zecken Amblyomma helvolum und Aponomma fimbriatum festgestellt. Im Mittel hatte ein Waran jeweils 18,4 Zecken, doch reichte der Befall von Null bis zu 62 Zecken. Die meisten Zecken wurden an den Ansätzen der Beine, in der Kehlregion und um die Kloake gefunden. Der Kot vom Panay-Waran enthielt Fadenwürmer (Nematoda).
Im Freiland beobachtete Panay-Warane hatten keine Kratzwunden in der Körpermitte, die zum Beispiel bei Bindenwaranen oft ein Resultat der Kommentkämpfe sind. Wahrscheinlich gibt es solche Kämpfe bei Panay-Waranen also nicht.

## Systematik
Auf der Basis einer Untersuchung der Hemiclitoris des weiblichen Holotypus wurde Varanus mabitang zusammen mit Varanus olivaceus in die Untergattung Philippinosaurus gestellt. Die verknöcherten Teile der Hemipenes und der Hemiclitores, die Hemibacula der beiden Arten, sind sehr ähnlich. Derartige Strukturen erfüllen zumeist keinen ersichtlichen Zweck und sind daher im Laufe der Evolution wenig von Änderungen betroffen. Daher ziehen Forscher sie zur Bestimmung von Verwandtschaftsverhältnissen heran. Wahrscheinlich spaltete sich Philippinosaurus schon früh von anderen Waranen ab.

## Panay-Warane und der Mensch
Der Panay-Waran wurde im Rahmen eines Projektes zum Schutz der Hornvögel im Jahre 2000 auf Panay entdeckt, die Erstbeschreibung erfolgte 2001. Gleich nach der Entdeckung stellte sich das Philippine Endemic Species Conservation Project (PESCP) die Frage, wie selten der Waran sei. Die Tatsache, dass diese große Art auf einer dicht besiedelten, schon oft von Herpetologen bereisten Insel lange unentdeckt geblieben war, legte die Vermutung nahe, dass die Art sehr selten ist. Inzwischen investiert die Zoologische Gesellschaft Frankfurt (ZGF) sowie das PESCP sehr viel Energie in die Erforschung dieser Art, da Schutzmaßnahmen nur durchgeführt werden können, wenn Daten über Verbreitung, Bestand, Biologie und Habitatansprüche vorliegen. Ein Projekt untersucht die Verbreitung von Varanus mabitang auf Panay und den Nachbarinseln, ein zweites Projekt zielt darauf ab, die Biologie dieser Echse im bekannten Verbreitungsgebiet zu erforschen. Die Projekte werden vom Verein BIOPAT, der ZGF und der Deutschen Gesellschaft für Herpetologie und Terrarienkunde (DGHT) unterstützt.
Die Zahl der Sichtungen, Kratzspuren und Kotfunde zeigt, dass Panay-Warane auf Nordwest- und Westpanay häufiger sind als zunächst angenommen. Trotzdem besteht wohl eine Bedrohung, da das recht kleine Areal im Regenwald zunehmend zerstört wird. Das PESCP konnte inzwischen die Ausweisung des Regenwalds von Nordwestpanay zum Naturschutzgebiet erreichen; die Schutzbestimmungen werden von Wildhütern, jedoch auch von der Polizei und dem Militär durchgesetzt. Es ist allerdings fraglich, ob das kleine Gebiet den Panay-Waran erhalten kann, zudem ist wegen der großen Distanz zum Vorkommen in Westpanay nur ein begrenzter Populationsaustausch möglich. Der Schutz der Wälder in Westpanay könnte den Erhalt der Art wahrscheinlich wesentlich besser sichern als das momentan einzelne Schutzgebiet. In den meisten Gebieten ist der Waran-Bestand mittlerweile kritisch gesunken, und die Erstbeschreiberin meint, dass der Panay-Waran innerhalb weniger Jahre aussterben könnte, sollten nicht bald umfassende Schutzmaßnahmen eingeleitet werden.